# Kerstmis
Kerstmis (veelal zo aangeduid door rooms-katholieken), kerstfeest (veelal zo aangeduid door protestanten) of simpelweg kerst, is van oudsher een belangrijk midwinterfeest. Door christenen wordt dan de geboorte van Jezus Christus gevierd. De evangelisten Lucas en Matteüs beschrijven de geboorte van Jezus in de Bijbel. Vooral Lucas geeft (in de hoofdstukken 1:26-38 en 2:1-20) brede aandacht aan de conceptie van Jezus te Nazareth en zijn geboorte in Bethlehem.
Het kerstfeest wordt in de westers-christelijke wereld en in sommige Kerken van het oosters christendom gevierd op 25 december. In oosterse kerken die de juliaanse kalender gebruiken voor de liturgische kalender (zoals de Russisch-Orthodoxe Kerk en de Ethiopisch-Orthodoxe Kerk), wordt het 13 dagen later gevierd. In veel streken zijn er tevens speciale vieringen op de avond ervoor (kerstavond, middernachtsmis) en/of op de dag erna. In West-Europa wordt 25 december als eerste kerstdag beschouwd en 26 december als tweede kerstdag.
Het feest is in de recente geschiedenis in grote delen van de westerse wereld in hoge mate geseculariseerd.
Hoewel Pasen theologisch gezien belangrijker is, wordt, buiten de liturgie, het kerstfeest in het Westen veel nadrukkelijker gevierd. In het christelijke Oosten is ook buiten de Kerk het Paasfeest belangrijker en speelt daarnaast het feest van Epifanie een belangrijkere rol. In de Ethiopisch-Orthodoxe Kerk is Epifanie (Timkat in het Amhaars) zelfs de belangrijkste christelijke feestdag.

## Oorsprong

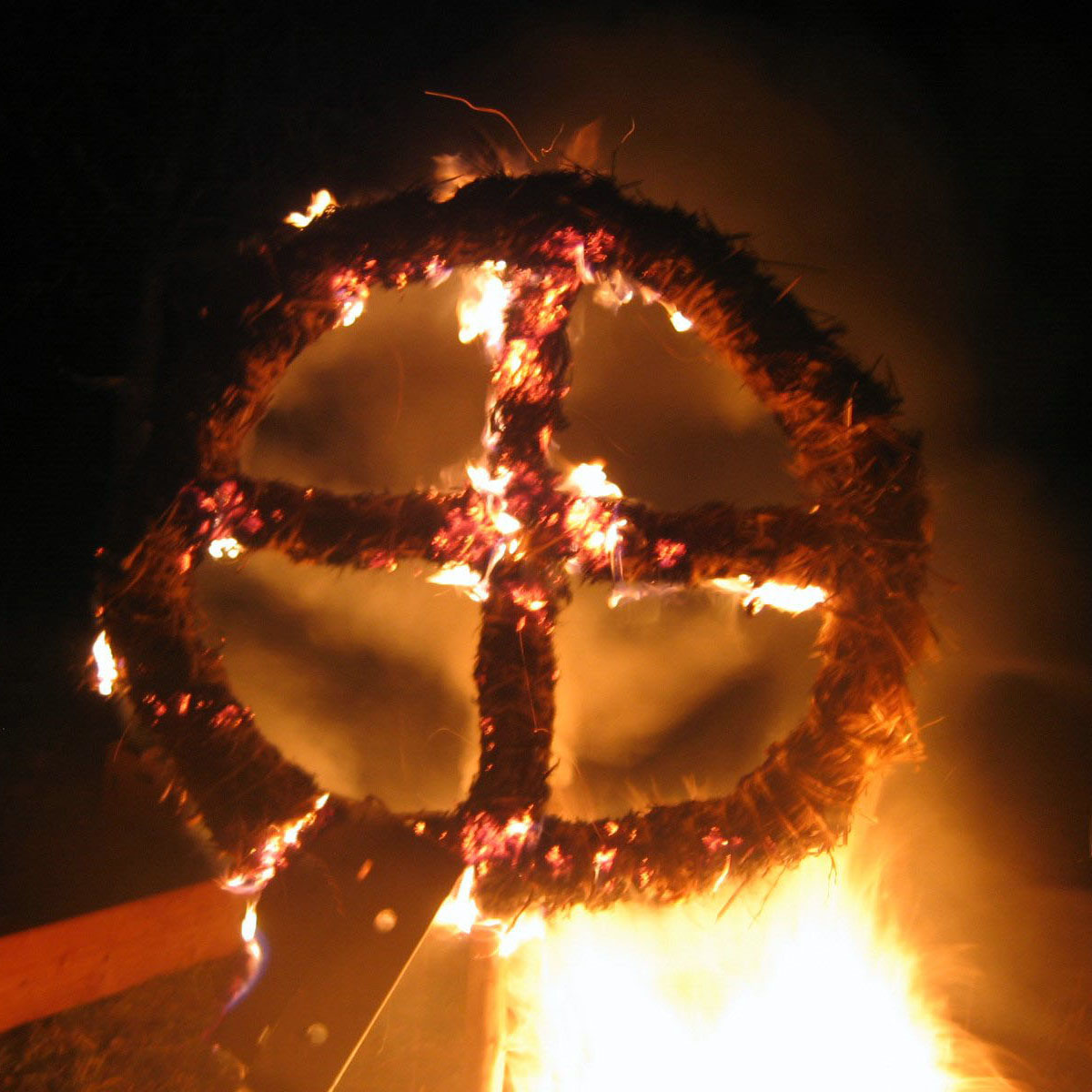
Verbranding van een zonnewiel tijdens een joelfeest door heidense groeperingen in Duitsland

De Germanen vierden rond midwinter (21 december) reeds midwinter- of joelfeesten (winterzonnewende) waarbij het boze werd verjaagd en het licht werd begroet. In de Scandinavische talen heet Kerstmis tot op de dag van vandaag jul. In de Romeinse kalender viel de winterzonnewende op 25 december.

De viering van Kerstmis op 25 december ontstond in de vierde eeuw in Rome. Het is onbekend wie dit precies voor het eerst heeft ingesteld en waarom. Er zijn twee belangrijke verklaringen. Volgens de godsdiensthistorische verklaring stelden de bisschoppen het feest in als concurrentie en overtreffing van het geboortefeest van de zonnegod (Sol Invictus). Maar er zijn sterkere aanwijzingen voor de kosmologische verklaring. Hierbij baseert men zich op het feit dat belangrijke kosmologische momenten in de hele antieke wereld als betekenisvol werden gezien. Als gevolg van de inspanningen voor het berekenen van de juiste Paasdatum werden Jezus' verwekking, geboorte en dood volgens antieke gewoonte op kosmologisch belangrijke momenten gesitueerd. Aangezien Jezus gestorven is rond de lente-equinox, werd zijn verwekking hetzelfde moment geplaatst, met als gevolg dat zijn geboorte samenviel met de winterzonnewende. 

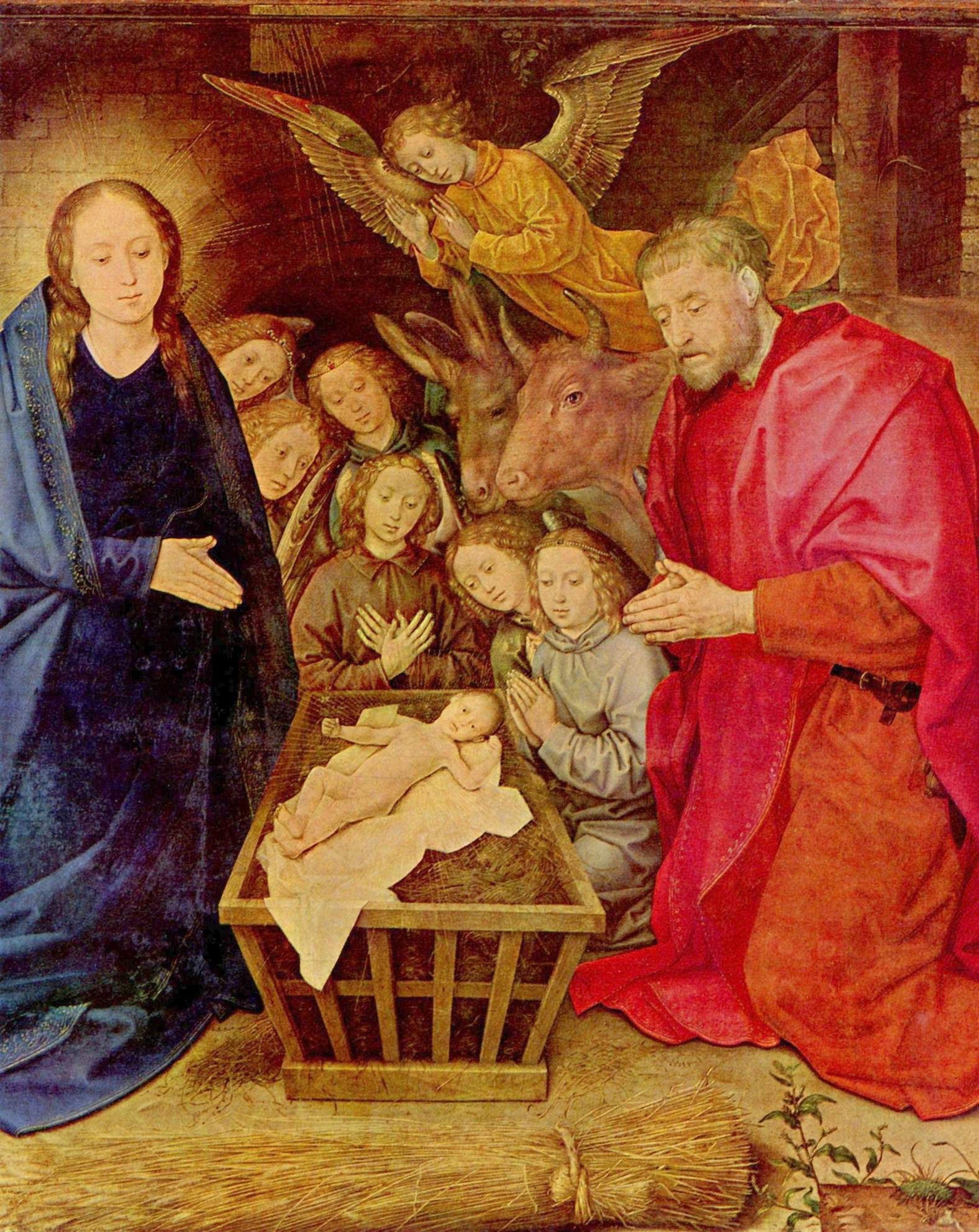
Aanbidding van het kind Jezus door de engelen te Bethlehem
(Hugo van der Goes, 1480)

 De aansprekende thematiek en het verband met de donkerste tijd van het jaar hebben Kerstmis in de loop van de tijd tot het voornaamste feest in het jaar gemaakt. De huidige tradities rond het kerstfeest zijn van land tot land verschillend, zoals ze ook lang niet allemaal even oud zijn. Duidelijk is dat de Amerikaanse volkse en commerciële kerstgewoonten, in het kader van de voortschrijdende globalisering, overal elders doordringen, ook in Nederland.
Het woord 'Kerstmis' betekent eigenlijk 'Christus-mis', omdat dit feest gewijd is aan de geboorte van Jezus die de Christus, de Messias (de gezalfde van God) wordt genoemd. Het woord 'kerst' is uit het woord christus ontstaan; zo betekent "kerstenen" bijvoorbeeld "christianisatie", mensen, al dan niet uit hun vrije wil, bekeren tot het christendom. De Mis is de christelijke viering van het offer van de Eucharistie, waarin aan het einde van de dienst gezegd of gezongen wordt "Ite missa est" (vertaling: "Gaat, het is de heenzending" of: "Gaat, het offer is voltrokken").

## Kerstgebruiken en -symbolen

### Kerstnachtdienst
Op kerstavond en eerste kerstdag vindt er in veel kerken een kerstnachtdienst plaats. Het is vaak een van de drukste kerkdiensten van het jaar in vele kerken, zowel in de protestantse als in de katholieke. Om mensen op te roepen om naar kerkdiensten te gaan, luiden de kerkklokken.

### Kersttoespraak
Op eerste kerstdag houden diverse staatshoofden en monarchen een kersttoespraak die vaak uitgezonden wordt op radio en televisie. Ook de Paus geeft vanaf het balkon van de Sint-Pietersbasiliek een kersttoespraak, geeft de zegen Urbi et Orbi (voor de stad en voor de wereld) en wenst iedereen "Zalig kerstfeest", meestal in verschillende talen.

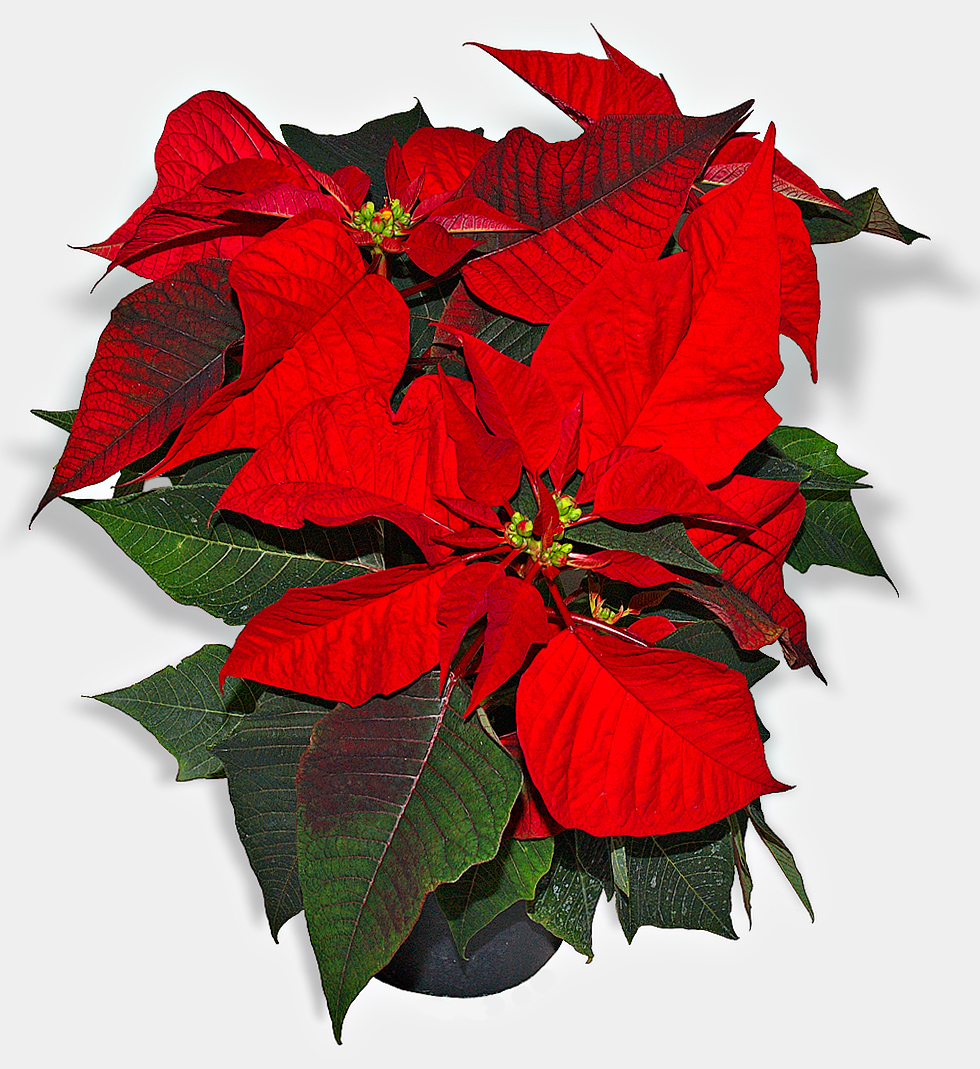
Kerstster (Euphorbia pulcherrima)

### Kerstster
De kerstster is rechtstreeks terug te voeren op het kerstverhaal, zoals dat in het evangelie van Matteüs wordt beschreven. De Ster van Bethlehem gaf de plaats aan waar de koning der Joden geboren zou zijn. De drie magiërs (wijzen) zouden volgens Matteüs deze ster volgen om via koning Herodes het kindje Jezus te bezoeken om deze geboorteplaats vervolgens te openbaren aan Herodes zodat het kindje gedood kon worden. De wijzen kwamen niet terug naar Herodes, dus gaf deze de opdracht tot de Kindermoord van Bethlehem opdat de geprofeteerde Messias hierbij zou omkomen. De verlosser van het Joodse volk zou immers als aangekondigde koning heersen, en Herodes achtte dit een bedreiging van zijn invloed.
Het ontsteken van kaarsen en ander licht heeft ook met oude voorchristelijke midwintertradities te maken. Ook als plant is de Euphorbia pulcherrima bekend als kerstster vanwege de rode bloemen die lijken op een ster.

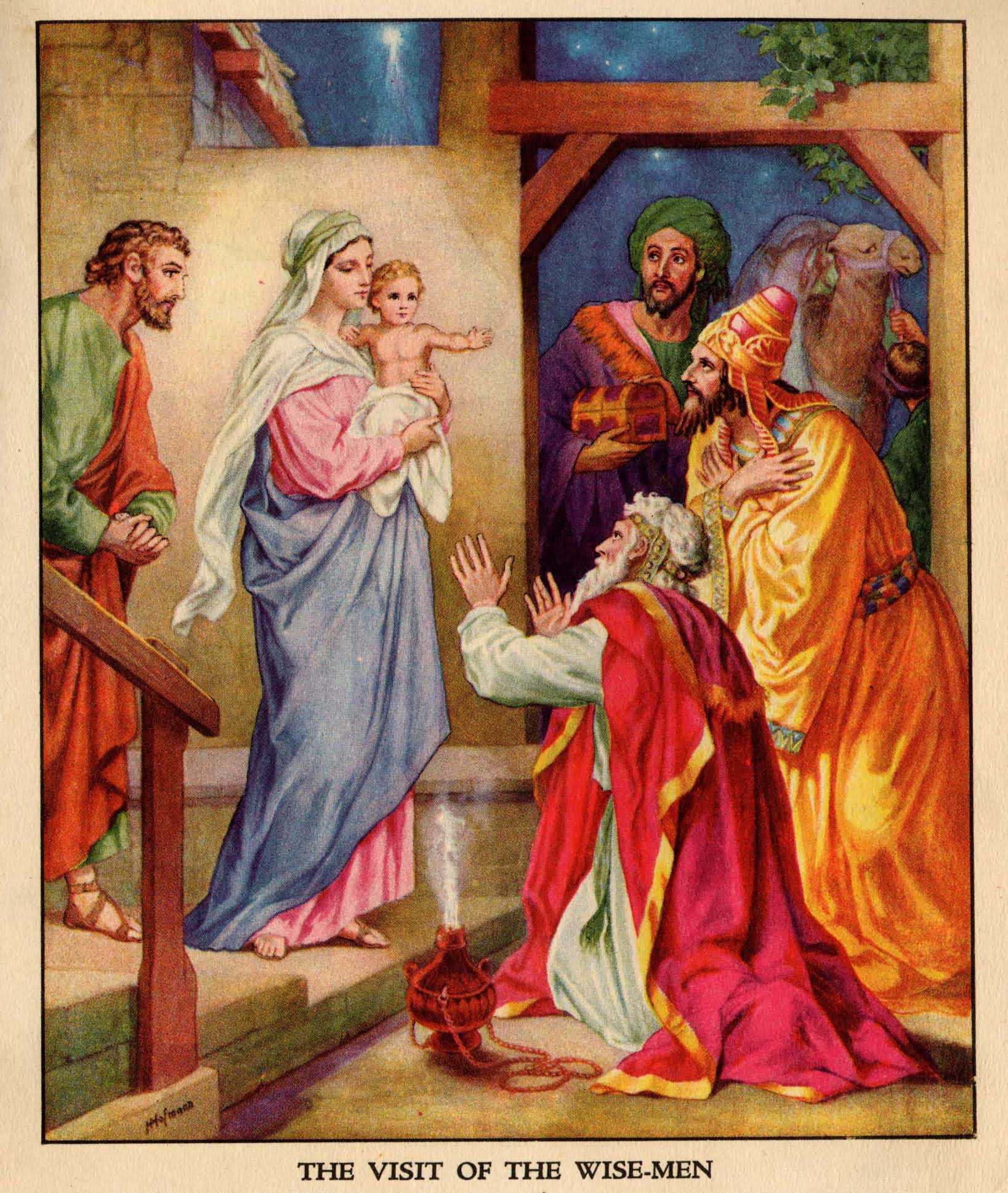
De Wijzen uit het Oosten

### Kerststal
Een directe verbeelding van het kerstverhaal vormen de kerststallen die met name in katholieke landen worden vervaardigd. Deze zijn van uiteenlopende materialen en grootte. Ook kerststallen met levende personen en dieren komen voor. De stal wordt niet direct in het geboorteverhaal van Jezus genoemd, maar wordt afgeleid uit het feit dat Maria het kind in de voederbak legde omdat er voor hen geen plaats was in het gastenverblijf. De aanwezigheid van de os en de ezel in de stal heeft geen directe Bijbelse oorsprong. Ze werden erbij geplaatst omwille van de zin uit het Oude Testament waar de profeet Jesaja zegt: De os en de ezel kennen beter hun Meester dan Israël. Die van de herders met hun schapen is wel op het evangelie gebaseerd, evenals die van de magiërs (wijzen) uit het oosten (zie ook Driekoningen & Mat. 2:1-18). Het decor van het kerstverhaal is dikwijls aangepast aan de plaatselijke omstandigheden. In Nederland en België betekent dat een winterse, barre omgeving. Overigens kan het in het Heilige Land ook sneeuwen en vriezen, hoewel het eerder zeldzaam is.

#### Stal of grot?
De kerststal is een idee van Franciscus van Assisi die in 1223 op het idee kwam een levende kerststal in het dorp Greccio (Italië) op te zetten. Een andere traditie laat de geboorte plaatsvinden in een grot. Dit gegeven gaat terug op Justinus de Martelaar (± 150 na Christus) die schreef: "Omdat er voor Jozef niets te vinden was om de nacht door te brengen, ging hij maar zolang een grot binnen dicht bij Bethlehem". Justinus baseert zich op Jesaja (33,16): "Hij zal wonen in een hoge spelonk van een sterke rots". Deze zin betrekt Justinus op Jezus. 
Hoewel de tradities duidelijk verschillen, zijn ze niet noodzakelijk in tegenspraak. In het Nabije Oosten werden in die tijd en later grotten inderdaad als stal gebruikt: er bestonden zelfs hele woonhuizen en zelfs dorpen die in rotsen uitgehakt waren.
Voor de tijd van Franciscus waren de afbeeldingen van het kersttafereel vaak tweedimensionaal en was het gebruikelijker de omgeving als grot af te beelden.

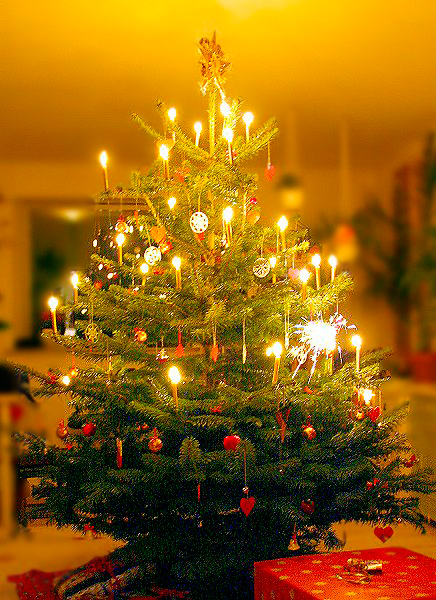
Een Deense kerstboom

### Kerstboom
De kerstboom (een spar, en geen dennenboom) gaat terug op een Duitse gewoonte die ontstaan is in de zestiende eeuw. Luther verklaarde begin zestiende eeuw de kerstboom tot symbool van de geboorte van Jezus. Eerst stond de boom alleen nog in de kerken; eind 19e eeuw haalde men hem, allereerst in protestantse landen, alsnog de huiskamer binnen.
De kerstboom herinnert de christen volgens Luther aan de boom in het paradijs; de kerstboomballen aan de vruchten waarvan Adam en Eva aten. De piek in de boom staat voor de ster die de Wijzen de weg wees naar de geboorteplaats van Jezus; soms wordt de piek daarom door een ster vervangen.
De katholieken gaven eerder aan de kerststal, eventueel met groene versieringen, de ereplaats in huis, pas sinds 1982 staat er in het Vaticaan ook een kerstboom. Protestanten weerden echter in het algemeen de beelden van de kerststal, vanwege hun beeldenverbod, vandaar had de kerstboom bij hen meer succes. Overigens bestond er rond de voortdurend groene naaldboom in de warmere, zuidelijke katholieke landen ook geen voorgeschiedenis of heidense folklore zoals in de Germaanse noordelijke landen.

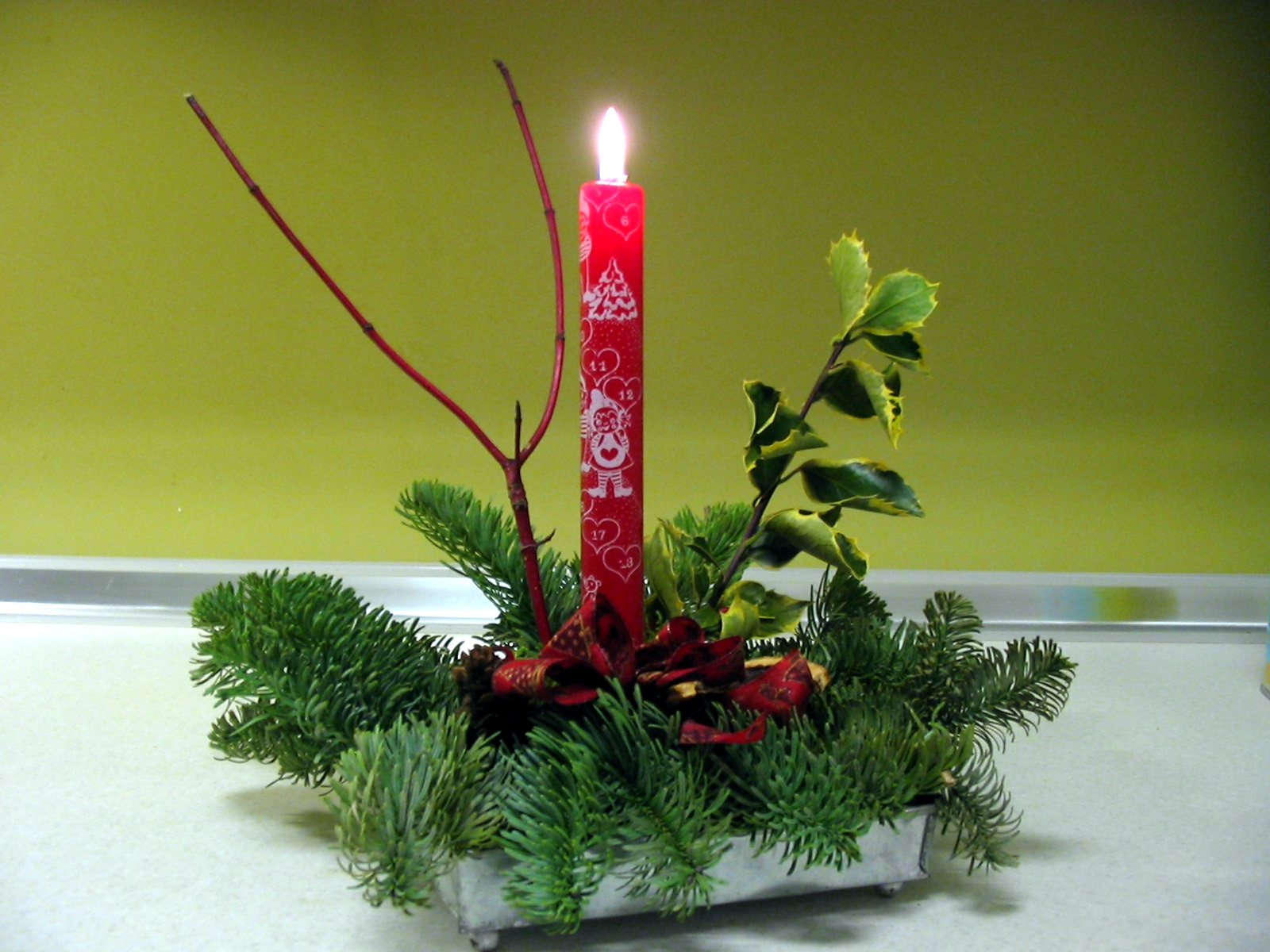
Kaars in een kerststuk

De kerstboom wordt versierd met kaarsen, slingers, balletjeskettingen, engelenhaar en kerstballen. In verband met brandpreventie is er ook speciale kerstboomverlichting in zwang gekomen, bestaande uit kleine elektrische lampjes in plastic behuizing.
De kerstboom wordt thans ook wel theologisch geïnterpreteerd als voorafbeelding van het hout van het kruis van Christus' lijden en offerdood; daarnaast wordt met het groene hout verwezen naar de kribbe en het eeuwig leven dat door Jezus bewerkstelligd en verdiend werd, volgens de christelijke opvatting.

### Kerstversieringen
Naast de kerstboom zijn er tal van kerstversieringen, die buitens- en binnenshuis opgehangen kunnen worden zoals een kerststuk of een guirlande op een schouw bij de open haard, langs de voordeur of trap. Zij kunnen bestaan uit kaarsen of lampjes, kerstballen, hulsttakken et cetera. Ook het plaatsen van een kerstdorp wordt steeds populairder.
Men zet sneeuwbollen neer ter kerstversiering. Ook zet men vaak een glazen kaarsenhouder met een waxinelichtje neer om het gezellig te maken in de donkere dagen voor Kerstmis. Op veel plaatsen wordt openbare kerstverlichting gehangen, vooral bij een winkelcentrum, in een winkelstraat of op een plein.
In Duitsland wordt op veel plekken een kerstpiramide neergezet, in huis in een kleinere variant en op de markt een grotere.

### De Kerstman en zijn geschenken
In Nederland was lange tijd vooral het sinterklaasfeest het geschenkenfeest. De Kerstman leek eind twintigste eeuw Sinterklaas te gaan verdrijven. Zover is het niet gekomen, maar velen geven elkaar (ook) met Kerstmis geschenken. Deze gewoonte heeft geleid tot kritiek dat het feest al te commercieel zou zijn geworden. In veel bedrijven is het kerstpakket een traditioneel bedankje voor het werk verricht in het afgelopen jaar.

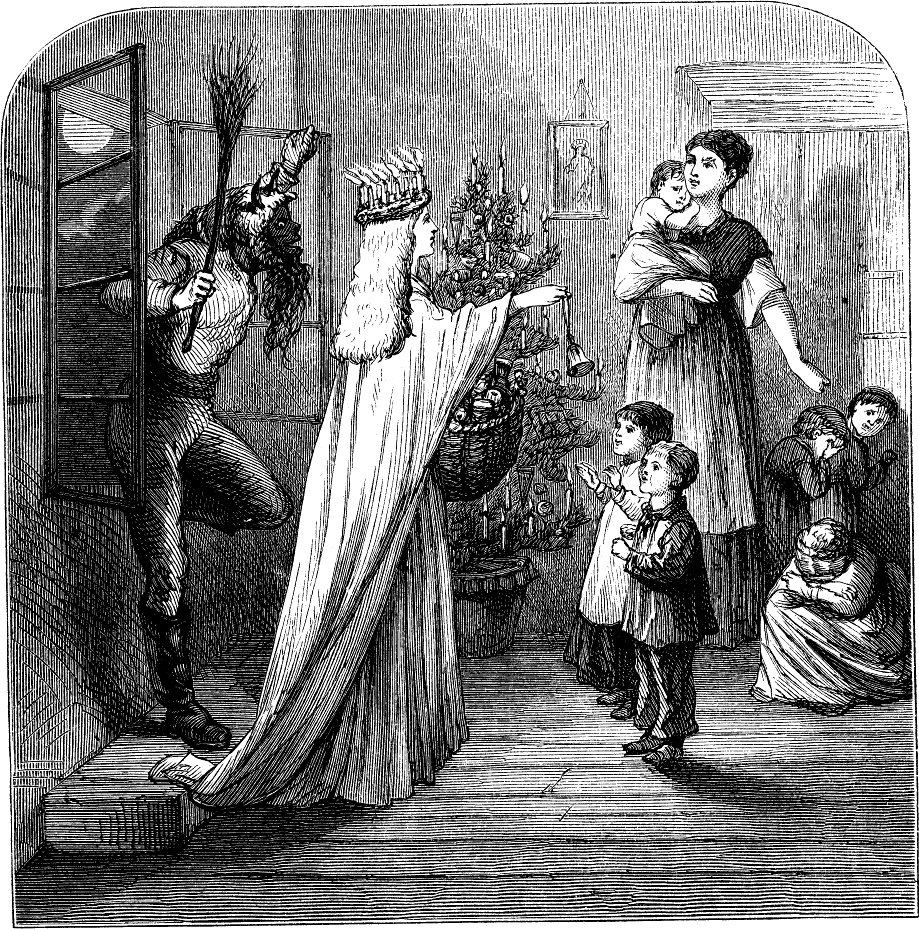
Het Christkind en Hans Trapp

De Kerstman is een afstammeling van Sinterklaas, zijn huidige uiterlijk en attributen worden grotendeels al genoemd in het gedicht A Visit from St. Nicholas (waarin hij wordt omschreven als een mengeling tussen Sinterklaas, een elf en een marskramer). De Kerstman wordt ook in verband gebracht met kabouters (Nisse of Tomte), zoals Sinterklaas op Sint-Nicolaas, bisschop van Myra, teruggaat. Het sinterklaasgebruik is meegenomen door emigranten naar Amerika. In Amerika werd Sinterklaas Santa Claus. De Kerstman heeft ongeveer dezelfde gebruiken als Sinterklaas, zoals cadeautjes geven, een lange baard en een rood pak, maar hij is inmiddels ontdaan van alle religieuze symboliek.
De Kerstman ontstond in de ons bekende vorm in de Verenigde Staten, eind negentiende eeuw en raakte door de reclame van Coca-Cola wereldwijd verspreid. Zo kan het zijn dat in beeltenissen de Kerstman nog een groen pak droeg, terwijl de Amerikaanse Santa Claus tegenwoordig uitsluitend rode met witte kleding draagt (zoals het logo van Coca Cola). Santa Claus heeft nog wel een (vliegende) arrenslee getrokken door rendieren en wordt geholpen door elfjes op de Noordpool.
In vele landen heeft de commerciële kerstman (Santa Claus) de oorspronkelijke Kerstman echter niet verdrongen, denk aan de Joulupukki in Scandinavië of Father Christmas in Engeland. Hier zijn voorchristelijke elementen nog duidelijk in het kerstgebruik aanwezig. Het is ook zeker niet zo, dat de Kerstman over de hele wereld verspreid rood met witte kleding draagt. De Kerstman draagt in veel landen nog blauwe, gouden of groene (of nog een andere kleur) kleding.

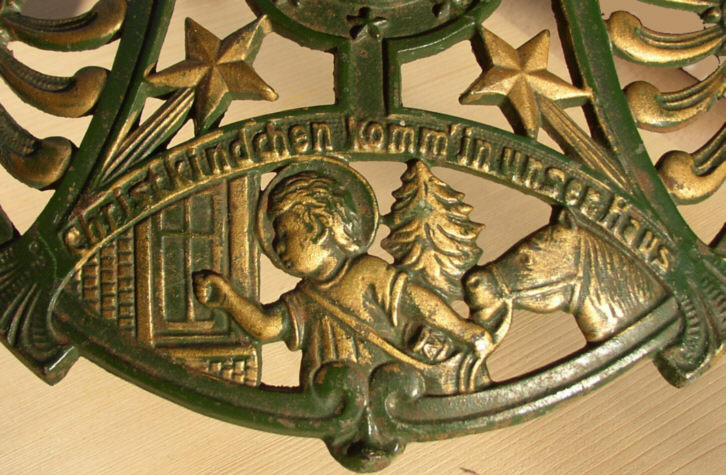
Christkind

In Oostenrijk en Duitsland komt niet de Kerstman maar het Christkind (Christuskind). Deze brengt op 24 december cadeautjes. Terwijl de oorspronkelijke gedachte was dat het Christuskind geschenken geeft zoals Hij dat ook met zijn leven heeft gedaan, heeft de laatste 50 jaar de figuur van het Christkind een gedaanteverwisseling meegemaakt. In plaats van het onzichtbare Christus-kind is het geworden tot een engelachtige figuur. De laatste jaren heeft Christkind te lijden onder de aanhoudende amerikanisering van de Kerstman. Zodoende is er een vereniging pro Christkind ontstaan die de Kerstman wil bestrijden.

### Kerstmuziek

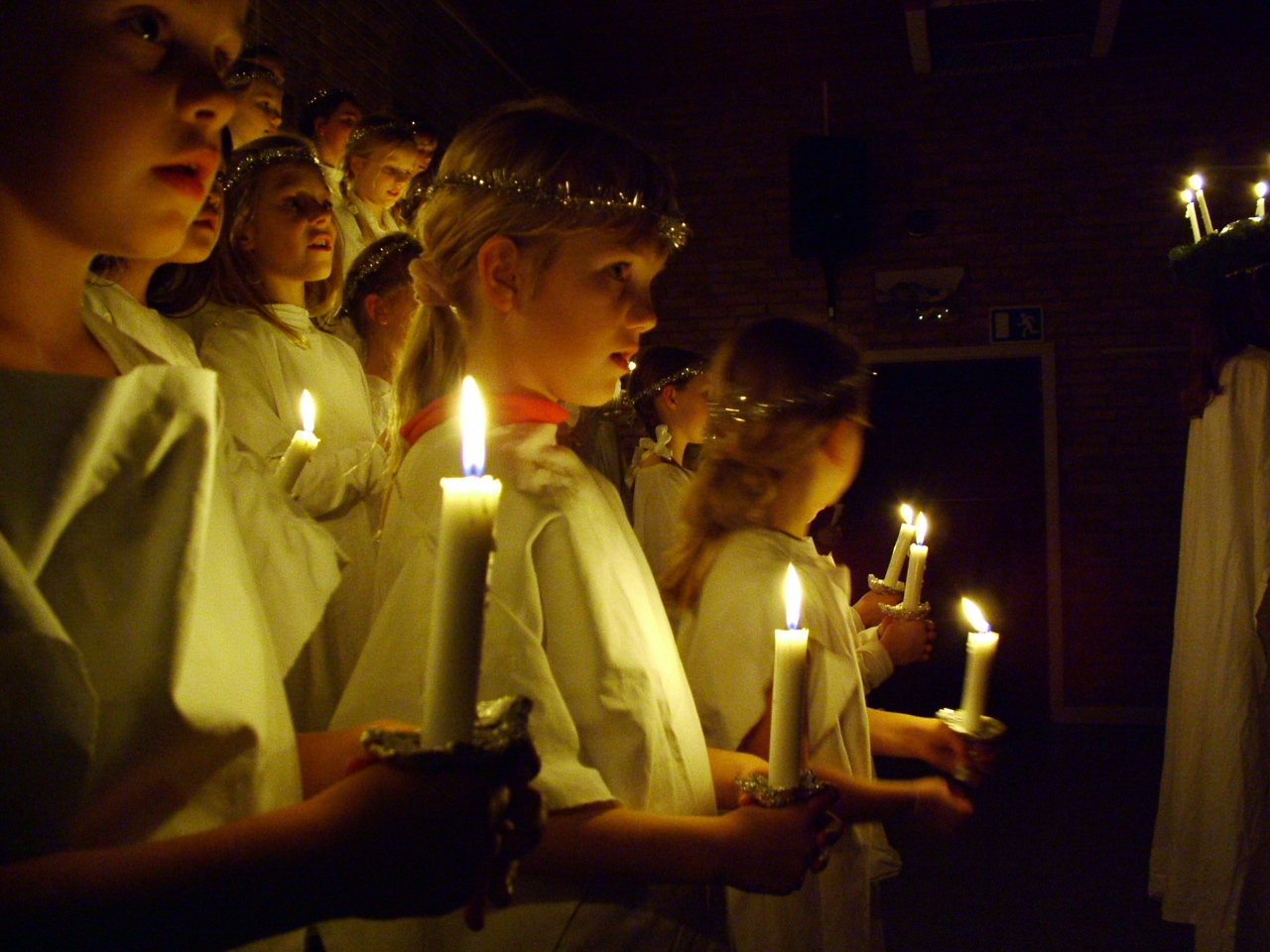
Net als het in Scandinavië bekende Luciafeest (zie foto) heeft Kerstmis zijn eigen repertoire

Met kerst wordt er vaak speciale kerstmuziek uitgebracht. Soms worden daarbij geluiden gebruikt die het beeld van een arrenslee moet oproepen (rinkelende bellen, etc.). De muziek kan bijvoorbeeld een kinderkoor zijn of popmuziek, maar ook Latijnse zang.
Enkele voorbeelden van traditionele christelijke kerstliederen:
- Stille Nacht (hier bestaan meerdere versies van)
- De herdertjes lagen bij nachte
- Ere zij God
- Eer zij God (Gloria in Excelsis Deo)
- Er is een Kindeke geboren op aard
- Hoe leit dit Kindeke (Vlaams, katholiek, 1897)
- Nu zijt wellekome (middeleeuws)
- Adeste fideles (Nederlands: Wij komen tezamen; protestants: Komt allen tezamen) met refrein "Venite adoremus" ("Komt laten wij aanbidden")
- Vom Himmel hoch, da komm ich her (Maarten Luther, Noord-Duitsland, met name Pruisen, 16e eeuw)
- Joy to the World, the Lord has come (VS)

Voorbeelden van profane kerstliederen:
- O dennenboom
- Jingle Bells
- White Christmas

Voorbeelden van popmuziek:
- Last Christmas (Wham)
- All I Want for Christmas Is You (Mariah Carey)
- Thank God It's Christmas (Queen)
- Bakske vol met stro (Urbanus)

### Kerstgedichten
Naast liedteksten zijn er ook veel gedichten te vinden over Kerstmis. Sommige met een hoog gehalte aan romantiek en sentimentaliteit, andere meer literair van aard. Twee bloemlezingen zijn: Zoals nog nooit een ster (2001) van Rien van den Berg en Een kind met de ogen van God (2005) van Inge Lievaart.

### Kerstlekkernijen en -gerechten
Een kerstdiner is vaak een feestelijke en uitgebreide avondmaaltijd, die vaak samen met familie genuttigd wordt rond en tijdens Kerstmis. Het vleesgerecht kan fazant of kalkoen zijn, maar ook konijn of ree.
In de Verenigde Staten geldt daarentegen Thanksgiving Day als de dag waarop kalkoen gegeten wordt. Die dag is enigszins te vergelijken met de Biddag en Dankdag voor Gewas en Arbeid in Nederland, maar daar wordt dat niet met een uitgebreide maaltijd gevierd.
Andere kerstlekkernijen zijn:
- banketstaaf
- chocolademunten
- Dominosteine (Duitsland en Oostenrijk)
- duivekater
- kerstblaadjes/hulstblaadjes
- kerstbrood
- kerstkransjes van chocolade, fondant, schuim of koek
- kerstpudding
- kerstster
- kerststerkoekje met kaneel
- kerststol
- kerststronk of Bûche de Noël
- kerststrudel
- mantecados
- panettone
- pretzel / krakeling
- tulband
- turrón
- vánočka (Tsjechisch kerstbrood)

### Kerstuitjes
Een bezoek aan een kerstmarkt wordt vaak gedaan om in een soort kerststemming te komen. Zowel in Nederland, Duitsland als België worden er vele georganiseerd. Voor versieringen bezoekt men vaak een tuincentrum.
Rond Kerstmis worden diverse kerstcircussen in Nederland gehouden. Veel mensen met (jonge) kinderen brengen een bezoek aan een kerstcircus, het is een geliefde familiegebeurtenis. Ook populair zijn kerstborrels en kerstconcerten.

### Nollaig na mBan
Nollaig na mBan (Vrouwenkerstmis) is een Ierse traditie waarbij vrouwen een dag vrij krijgen van de huiselijke beslommeringen na alle inspanningen voor Kerstmis.

## Kerstfeest in bepaalde landen

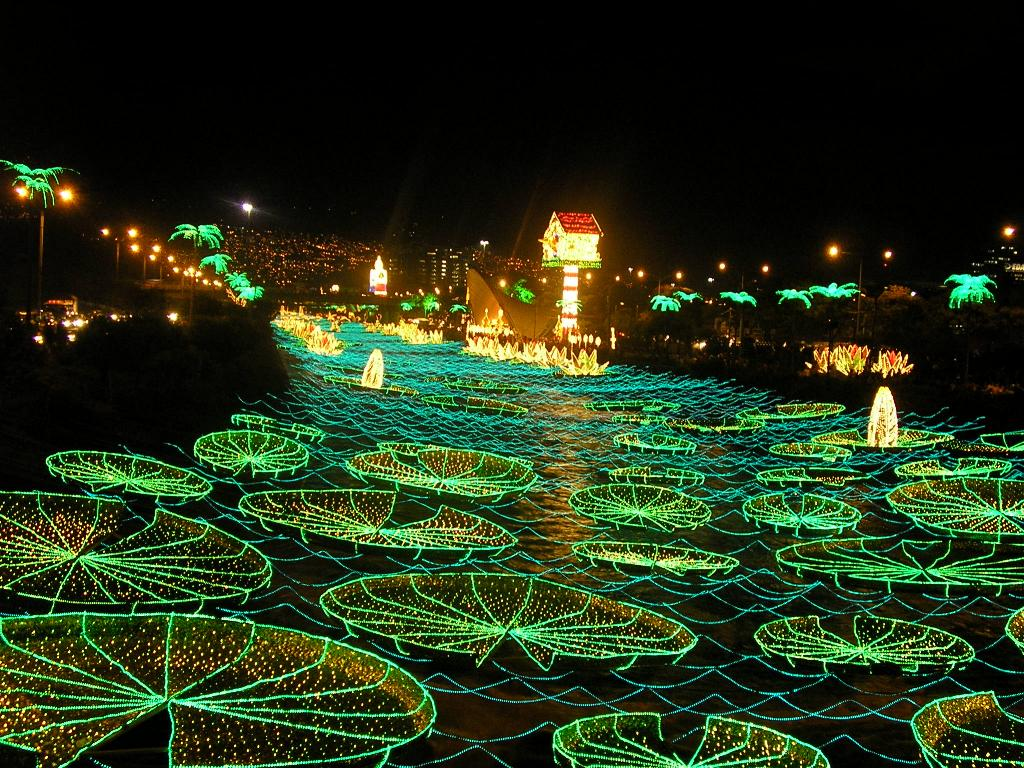
Feestelijke kerstversiering in Medellín, Colombia

In Engeland, de Verenigde Staten en Frankrijk hangt men een maretak op in huis. Deze altijd groene epifyt is het symbool van vriendschap en vruchtbaarheid. Een meisje dat per ongeluk onder de maretak staat, mag door een jongen worden gekust. En andersom natuurlijk.
In Rusland en andere Oosters-orthodoxe landen in Oost-Europa heeft men in plaats van de kerstman Vadertje Winter, die in de tweede helft van de twintigste eeuw gelijk is gemaakt aan de "coca-colakerstman". Oorspronkelijk werd Vadertje Winter door de communistische overheden verspreid als atheïstisch folkloristisch alternatief voor de orthodoxe kerstviering. Ook wordt Kerstmis daar 13 dagen later gevierd, omdat in Rusland tot 1917 in plaats van de Gregoriaanse de Juliaanse kalender werd gebruikt. De Juliaanse kalender bepaalt nog altijd het Russische kerkelijk jaar.

## Kerstwensen

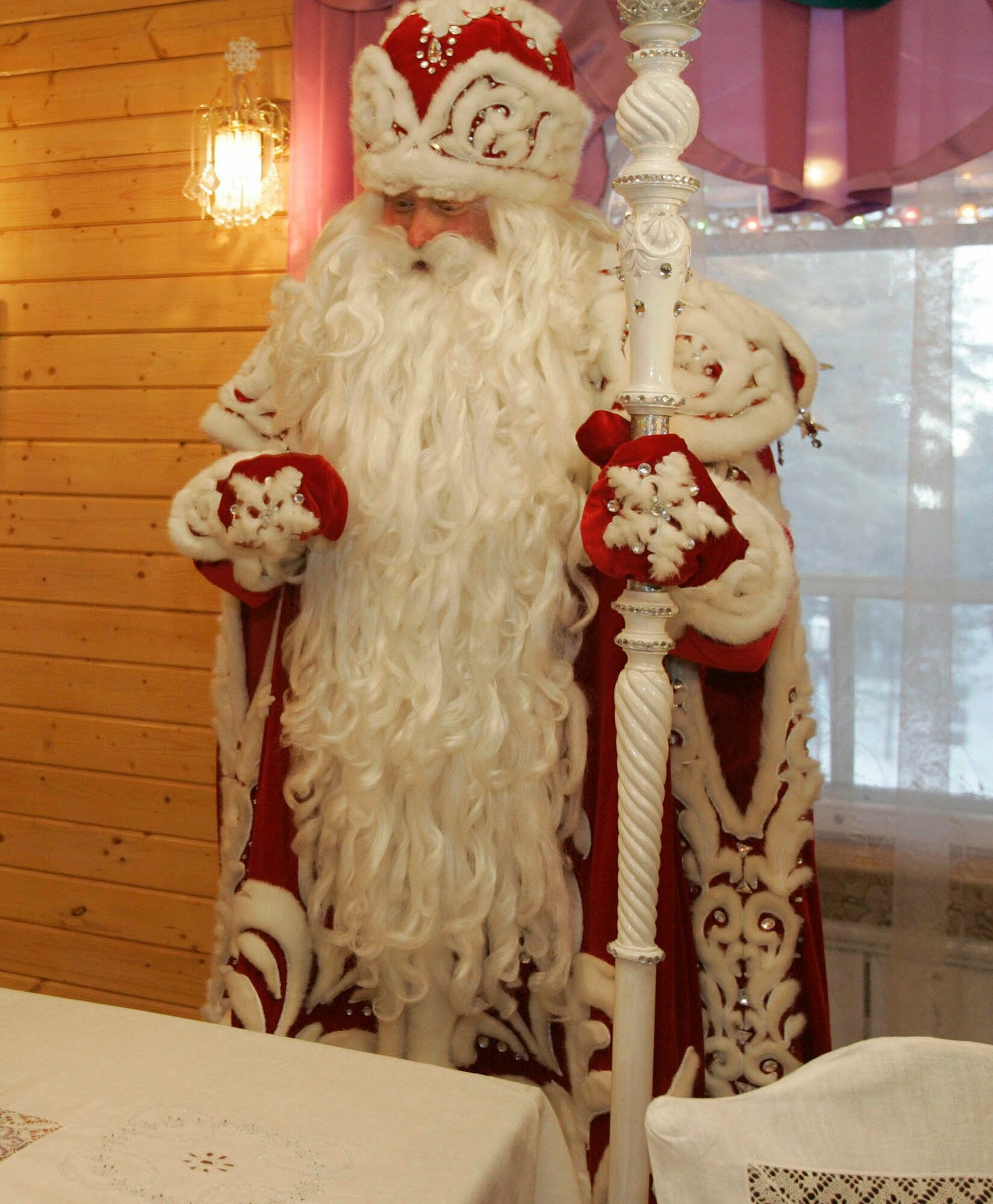
Grootvadertje Vorst

De typische katholieke kerstwens is "Zalig kerstfeest" of "Zalige Kerstmis". Protestanten en niet-gelovigen brengen vaker met de minder gedragen woorden "Prettige kerstdagen", "Fijn kerstfeest" of "Vrolijk kerstfeest" hun kerstwensen over. Andere protestantse groepen gebruiken ook de meer gedragen tekst "Gezegend kerstfeest". Deze wensen kunnen ook worden aangetroffen op kerstkaarten.